# J. Carter Brown
J. Carter Brown (* 8. Oktober 1934 in Providence, Rhode Island; † 17. Juni 2002 in Boston), auch als John Carter Brown III bekannt, war ein US-amerikanischer Kunsthistoriker und Historiker.

## Leben
Sein Vater war der US-amerikanische Politiker John Nicholas Brown II. Brown besuchte die Groton School in Massachusetts und studierte Geschichte, Literatur und Kunstgeschichte an der Harvard University, an der Harvard Business School und an der New York University. Ab 1962 war er für die National Gallery of Art tätig. Als Nachfolger von John Walker war er von 1969 bis 1996 Museumsdirektor der National Gallery of Art in Washington, D.C. Sein Nachfolger als Museumsleiter wurde 1996 Earl A. Powell III. Brown war von 1971 bis 1973 mit Constance Mellon Byers, einer Tochter des US-amerikanischen Finanzinvestors Richard King Mellon, verheiratet. In zweiter Ehe war er von 1976 bis 1991 mit Pamela Braga Drexel verheiratet. Brown hatte zwei Kinder, John Carter Brown IV (* 1977) und Elissa Lucinda Brown (* 1983).
1977 war Brown als Erzähler an der Dokumentation Of Time, Tombs and Treasures beteiligt.
Browns Urgroßvater John Carter Brown II legte mit seiner Büchersammlung den Grundstock für die John Carter Brown Library der Brown University.

## Auszeichnungen und Preise (Auswahl)
- 1991: National Medal of Arts
- 1993: Honor Award des National Building Museum
- 1993: Mitglied der American Academy of Arts and Sciences[4]